# Берегова ластівка
Берегова ластівка (Riparia) — рід горобцеподібних птахів родини ластівкових (Hirundinidae). Включає шість видів.

## Поширення
Рід поширений в Африці та Азії, лише ластівка берегова (Riparia riparia) гніздиться в Європі, помірній Азії та Північній Америці, а на зимівлю мігрує до Африки, Південної Азії та Південної Америки.

## Опис
Це маленькі або середні ластівки довжиною від 11 до 17 см. Вони коричневі зверху і переважно білі знизу, і всі вони мають темну смугу на грудях. Вони тісно пов'язані з водою. Гніздяться в тунелях, які зазвичай викопують самі в природних піщаних берегах або земляних насипах. Вони відкладають білі яйця, які висиджують обидва батьки, у гніздо з соломи, трави та пір'я в камері в кінці нори. Деякі види розмножуються колоніально.

## Види
- Ластівка заїрська, Riparia congica
- Ластівка берегова, Riparia riparia
- Ластівка бліда, Riparia diluta
- Ластівка мала, Riparia paludicola
- Ластівка сіровола, Riparia chinensis
- Riparia cowani